# Гомес, Эрнан Дарио
Эрнан Дарио Гомес Харамильо (исп. Hernán Darío Gómez Jaramillo; род. 3 февраля 1956, Медельин), также известный как Эль Болильо (исп. El Bolillo) — колумбийский футболист и футбольный тренер. С 2014 по 2018 год возглавлял сборную Панамы, выведя её на ЧМ-2018.

## Клубная карьера
Эрнан Дарио Гомес выступал в качестве футболист за колумбийские клубы «Индепендьенте Медельин» (с 1975 по 1980 год) и «Атлетико Насьональ» (с 1980 по 1984 год). В составе «Атлетико Насьоналя» Гомес стал чемпионом Колумбии в 1981 году.

## Тренерская карьера
Эрнан Дарио Гомес в качестве главного тренера выиграл чемпионат Колумбии в 1991 году. Он же возглавлял сборную Колумбии на Кубках Америки по футболу в 1995 и 1997 годах, а также вывел колумбийцев в финальный турнир чемпионата мира 1998 года во Франции, где команда под его руководством не смогла выйти из группы, одержав единственную победу над сборной Туниса (1:0). Возглавив же в 1999 году сборную Эквадора, Гомес сумел впервые вывести её в финальную часть чемпионата мира. На самом же турнире 2002 года Гомес вновь не сумел со своей командой преодолеть барьер группового этапа, также одержав единственную победу над сборной Хорватии (1:0). После же неудачного выступления Эквадора на Кубке Америки 2004 Гомес покинул свой пост в сборной.
5 мая 2010 года Гомес вновь был назначен в качестве главного тренера сборной Колумбии. После инцидента 6 августа 2011 года, когда Гомес напал на женщину возле паба в Боготе, он был вынужден уйти с поста главного тренера сборной, несмотря на свои последующие извинения.
15 февраля 2014 года Гомес был назначен главным тренером сборной Панамы. Под его руководством панамцы впервые в своей истории вышли на чемпионат мира, однако в финальном этапе проиграли все матчи, и Эрнан Дарио Гомес ушёл в отставку. После этого Гомес стал главным тренером сборной Эквадора.

## Достижения

### В качестве игрока
Атлетико Насьональ
- Чемпион Колумбии (1): 1981

### В качестве тренера
Атлетико Насьональ
- Обладатель Межамериканского кубка (1): 1990
- Чемпион Колумбии (1): 1991